# Euchromia burmanicola
Euchromia burmanicola är en fjärilsart som beskrevs av Embrik Strand 1917. Euchromia burmanicola ingår i släktet Euchromia och familjen björnspinnare. Inga underarter finns listade i Catalogue of Life.